# Futurama Festival
Het Futurama Festival was in de jaren 80 en de vroege jaren 90 een festival voor alternatieve muziek in België. In de programmering stonden beginnende artiesten en bands uit de (brede) post-punk-stroming centraal. Soms waren er hoofdrollen weggelegd voor meer gevestigde namen in het genre. Het Futurama Festival vond plaats in het najaar. In de Oost-Vlaamse stad Deinze, nabij Gent. Het Futurama Festival ging door in concertzaal De Brielpoort. 
Het Futurama Festival werd in 1992 voor de negende en laatste maal georganiseerd, na één jaar onderbreking in 1991. Vreemd genoeg werd een punt achter het festival gezet op een ogenblik dat  alternatieve pop en rock meer dan ooit in de belangstelling stonden. De steile opgang van grunge, met Nirvana als voornaamste uithangbord, was daar niet vreemd aan. Qua opzet, formule en programmering kwam het Futurama Festival vrij dicht in de buurt van Pandoras Music Box in Rotterdam; een vergelijkbare muzikale happening. 

## Podium voor neofieten
Veel bands die later internationaal doorbraken speelden hun allereerste Belgische concert op het Futurama Festival. Tijdens de verschillende edities traden onder meer de volgende namen op: Pixies, The Jesus and Mary Chain, Nick Cave and the Bad Seeds, PJ Harvey, The Stone Roses, Butthole Surfers.
Daarnaast waren er vele anderen, want bij elke editie van het Futurama Festival traden een 10-tal bands op. Dit werd mogelijk gemaakt door het hanteren van het zogenaamde dubbel podium - systeem, zodat de pauzes tussen de verschillende sets minimaal waren. Dit in combinatie met de eerder beperkte speeltijd die de bands kregen toebedeeld (30 à 35 minuten) maakte het afwerken van een volumineus programma in één enkele zaal mogelijk. Enkel de laatste twee à drie namen op de affiche speelden een iets langere set.
Tot tweemaal toe had het festival te kampen met een headliner die op het allerlaatste moment afzegde. Dit waren Public Image Ltd. in 1987 en Ministry in 1992. Zij werden door respectievelijk Cassandra Complex (1987) en Meat Beat Manifesto (1992) vervangen.

## Buitenlands talent
Het festival bood vooral een podium aan buitenlandse acts. De allereerste Belgische band die op de Futurama-planken stond was The Masaï. Opvallend was dat de groep inviel voor een in extremis weggevallen buitenlandse band. Jason Rawhead zorgde voor het Belgische accent tijdens de laatste Futurama editie.

## Historie
1. (04-09-1983): Kowalski, Death Cult, Clock DVA, X-Mal Deutschland, The Danse Society, S.P.K., Violent Femmes, Big Country, Fad Gadget, Howard Devoto, Virgin Prunes.
2. (23-09-1984): Scientists, Psychic TV,  Anne Clark and David Harrow, The Dream Syndicate, March Violets, The Gun Club, The Sound, Tom Verlaine, Shriekback.
3. (13-10-1985): Sonic Youth, Executive Slacks, The Jeffrey Lee Pierce Quartet, The Triffids, The Rain Parade, The Nomads, The Jesus and Mary Chain, The Cult, Green On Red, Chris Isaak.
4. (05-10-1986): Shop Assistants, Skinny Puppy, The Bomb Party, Ghost Dance, Balaam & The Angel, Cactus World News, Disneyland After Dark, Fuzzbox, The Woodentops, The Triffids, Nick Cave & The Bad Seeds.
5. (31-10-1987): The Masaï, Borghesia, Dinosaur, Pop Will Eat Itself, The Young Gods, The Godfathers, Christian Death, Gaye Bikers On Acid, Zodiac Mindwarp & The Love Reaction, The Leather Nun, Wire, The Cassandra Complex en onaangekondigd Two Russian Cowboys
6. (25-09-1988): The Railway Children, Nitzer Ebb, Frank Tovey, Thin White Rope, The Wonder Stuff, Voice of the Beehive, Cosmic Psychos, Henry Rollins Band, House of Love, Pixies, Butthole Surfers.
7. (01-10-1989): Buffalo Tom, American Music Club, Brian Ritchie, Urban Dance Squad, Jesus Jones, Firehose, Hard-Ons, The Pursuit Of Happiness, Bad Brains, Hoodoo Gurus, The Stone Roses.
8. (04-11-1990): Cranes, Northside, The La’s, Noordkaap, The Afghan Whigs, Big Chief, Mega City 4, Revenge, Thee Hypnotics, Telescopes, Ride, Primus, Crime and the City Solution, World Party.
9. (31-10-1992): The Soft Parade, Love on ice, Sebadoh, All, The 25th of May, Jason Rawhead, Dead Moon, New Fast Automatic Daffodils, Meat Beat Manifesto, PJ Harvey, (Ministry stond geprogrammeerd maar liet verstek gaan)